# Olga de Kiev
Pour les articles homonymes, voir Olga.
Olga de Kiev (890? - 969), ou sainte Olga, épouse du grand-prince Igor Ier de Kiev et grand-mère de Vladimir Ier, est la régente de la Rus' de Kiev à partir de 945.
Première femme à diriger la Rus' de Kiev, elle réforme la collecte des tributs et renégocie avantageusement le traité signé en 944 par son mari Igor Ier avec l'Empire byzantin.       
Elle est la première dirigeante de la Rus' de Kiev à se convertir au christianisme, étape primordiale dans la conversion de son peuple en 988, lors du règne de son petit-fils Vladimir Ier. De ce fait, elle est considérée comme sainte égale-aux-apôtres par l'Église orthodoxe.   

## Biographie

### Naissance et mariage
Olga est née dans une famille varègue de Pskov. Sa date de naissance n'est pas précisément connue. Le Livre des degrés de la généalogie impériale du XVIe siècle indique qu'elle avait 80 ans à sa mort en 969, et sur cette base les historiens ont situé sa naissance vers 890, mais cela impliquerait qu'elle ait donné naissance à son fils Sviatoslav (né vers 940) autour de 50 ans. Elle est mariée au futur grand-prince de Kiev Igor Ier en 903.
À la prise de pouvoir d'Igor en 912, les Drevliens, peuple voisin ayant participé aux précédentes campagnes militaires de la Rus' de Kiev contre l'Empire byzantin, arrêtent de payer leur tribut annuel à Kiev. En 945, Igor, accompagné de son armée, se rend à leur capitale Korosten et les force à payer. Igor se retire, puis retourne à Korosten avec une petite escorte pour exiger un plus grand montant, où il se fait massacrer par les Drevliens. Selon le chroniqueur byzantin Léon le Diacre, Igor est tué par écartèlement, mais la méthode décrite, attaché entre deux arbres pliés de force puis relâchés, paraît douteuse et semble directement inspirée du mythe de Thésée et du géant Sinis.

### Régence
À la mort d'Igor en 945, Sviatoslav est encore jeune. Olga prend la régence de la Rus' de Kiev, devenant ainsi la première femme à la tête du gouvernement.  
Après sa revanche sur les Drevliens, elle réforme la collecte des tributs. Elle supprime la collecte annuelle menée par le prince Rus', au cours de laquelle Igor s'est fait tuer. À la place, elle divise le pays en districts (pogosts) et instaure une administration centralisant la collecte de taxes. Au cours de sa régence, Olga négocie avec succès avec les puissances voisines,. 
Une fois Sviatoslav en âge de régner, il laisse sa mère à la tête du gouvernement afin de se concentrer sur ses campagnes militaires, notamment contre les Khazars et les Bulgares de la Volga,. Elle s'occupe alors également de l'éducation de ses petits-enfants, dont celle de Vladimir qui sera responsable de la conversion au christianisme de la Rus' de Kiev. 
Olga se distingue de nouveau en 968 pendant le siège de Kiev (en) par les Petchénègues, tenant la ville jusqu'à l'arrivée de renforts.

#### Relations internationales et conversion au christianisme

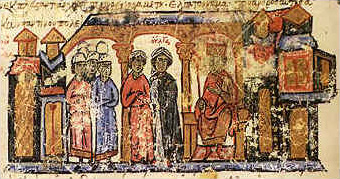
Olga et son escorte, dans les chroniques de Jean Skylitzès, XIIIe siècle.

Durant son règne, Olga se convertit au christianisme. La date et les circonstances de son baptême ne font pas consensus auprès des historiens. Il pourrait avoir eu lieu à Kiev ou à Constantinople, en 955, 957 ou 959, et avoir fait l'objet de tractations politiques ou au contraire n'être qu'une démarche d'ordre privé. Elle reçoit le prénom chrétien Hélène, soit en l'honneur de la mère de Constantin Ier, soit en l'honneur de la femme de Constantin VII.
Olga se rend à Constantinople, la capitale de l'Empire byzantin, pour rencontrer l'empereur Constantin VII. Plusieurs documents historiques attestent de cette visite, mais divergent sur la date, la raison et le déroulement. 
Entre 946 et 957, Olga se serait déplacée une ou deux fois à Constantinople pour confirmer et renégocier plus favorablement les termes du traité signé par son mari Igor en 944. Par ce traité, la Rus' de Kiev devient un acteur majeur de la stratégie militaire de l'Empire byzantin face aux menaces des Bulgares et des Khazars. Olga aurait peut-être également tenté d'arranger un mariage entre son fils Sviastoslav et l'une des filles de Constantin VII,. Bien que reçue avec honneur par l'empereur, Olga n'atteint pas ses objectifs. 
En 959, elle envoie une ambassade auprès du roi saxon Otton Ier. Encore une fois, la raison de cette démarche ne fait pas consensus chez les historiens. Apparemment, c'est une demande d'ordre spirituel, tel que relaté par Adalbert de Magdebourg dans sa continuation de la chronique universelle de Réginon de Prüm, peut-être en vue d'utiliser des missionnaires professionnels pour convertir son peuple. Cependant, il se pourrait qu'Olga ait seulement cherché à établir un traité commercial équivalent à celui avec Constantinople, afin d'officialiser le commerce existant et de pouvoir le taxer. Le roi Otton aurait alors saisi l'occasion d'envoyer des missionnaires pour démontrer au pape qu'il endossait déjà les responsabilités d'un empereur. 
Entre l'envoi de l'ambassade de 959 et l'arrivée des missionnaires, Constantin VII meurt. Son successeur Romain II semble plus ouvert à la négociation, car il prépare une nouvelle offensive en 960 contre les corsaires arabes basés en Crète et souhaite l'assistance ruthène. Olga renégocie cette fois avec succès le traité de 944, et son baptême ferait peut-être partie des conditions. 
En 961, lorsque les missionnaires germains arrivent enfin à Kiev, ils trouvent Olga désormais baptisée dans l'Église byzantine et une opposition païenne renforcée par son fils Sviatoslav ouvertement opposé au christianisme, et sont contraints de repartir,. 

#### La révolte des Drevliens, d'après laChronique des temps passés
Les détails ci-dessous proviennent de la Chronique des temps passés ou Chronique de Nestor écrite au XIIe siècle, qui doit être lue avec précaution car elle mélange faits historiques vérifiables et éléments de folklore, à des fins de prosélytisme chrétien.

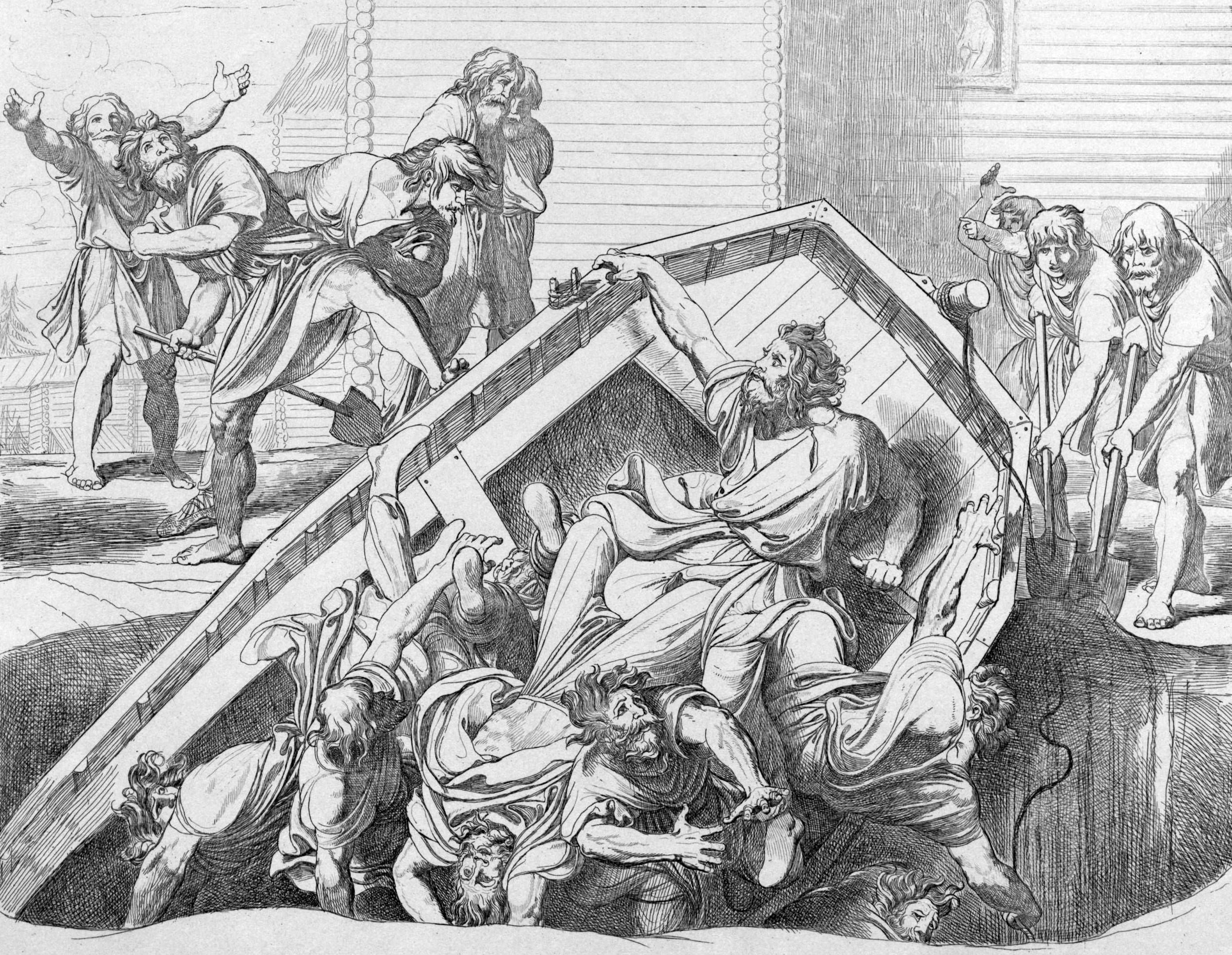
La vengeance d'Olga contre les Drevliens, par Fyodor Bruni, vers 1839.

En 945, les Drevliens enhardis par la mort d'Igor envoient par bateaux un groupe de vingt fameux guerriers pour exiger qu'Olga épouse leur prince, Mal. Olga prétend accepter, mais fait creuser en secret une fosse dans la cour du château. Le lendemain, les ambassadeurs arrogants se font porter par la foule dans leurs bateaux, comme en palanquin, jusqu'au château, où ils sont précipités dans la fosse et enterrés vivants.
Olga envoie alors un message au prince Mal, demandant qu'il lui fournisse un détachement d'hommes nobles pour l'escorter. Une fois arrivés, elle leur propose un bain de vapeur pour se délasser après leur voyage. Une fois tous dans l'étuve, ils y sont enfermés et brûlés vifs.
Olga se rend alors à Korosten, la capitale des Drevliens, avec une petite escorte armée, sous prétexte d'épouser le prince. Elle demande à se recueillir sur la tombe de son mari et faire une fête pour l'honorer. L'alcool coule à flots pendant la fête, et une fois les Drevliens enivrés, l'escorte d'Olga massacre cinq mille personnes, puis ils repartent à Kiev.
Après avoir vaincu l'armée de Drevliens sur le champ de bataille, Olga assiège la capitale. Après un an de siège, et sans fin en vue, Olga leur fait croire  que le reste du pays s'est soumis et vit maintenant normalement. Les Drevliens acceptent de se rendre, mais craignent sa vengeance. Olga leur annonce que le massacre des cinq mille Drevliens lui a suffi, et que pour lever le siège, elle ne demande que trois pigeons et trois moineaux par maison, ce que les Drevliens s'empressent de lui fournir. Olga distribue alors ces oiseaux à son armée, avec pour consigne de leur attacher un morceau de soufre dans du tissu et de les relâcher la nuit venue. Les oiseaux regagnent leur nid et déclenchent des incendies simultanément dans toute la capitale, provoquant la fuite des habitants. Olga capture les notables, en tue quelques uns, réduit en esclavage les autres et fait payer le tribut au reste.

### Décès et canonisation

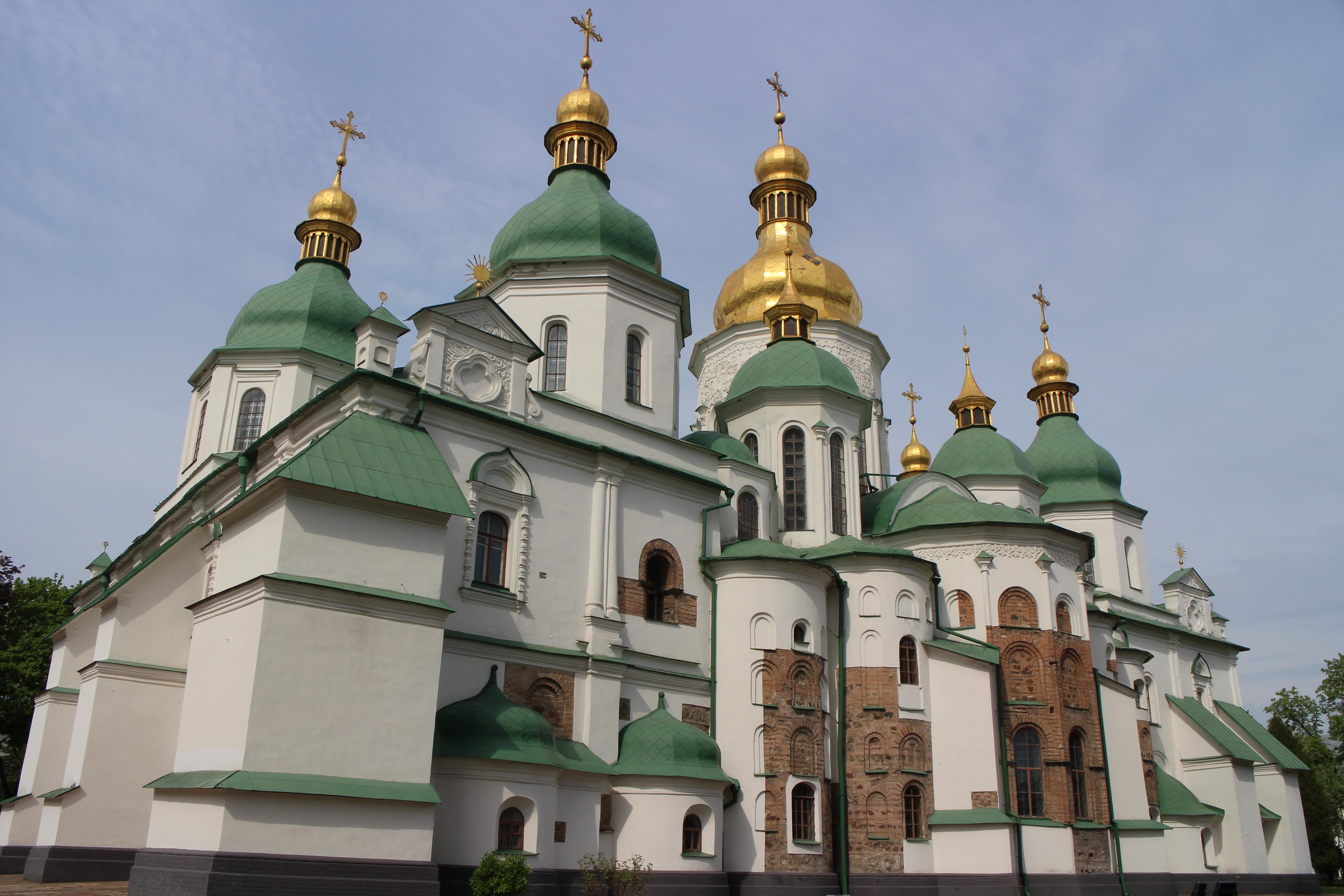
Cathédrale Sainte-Sophie, Kiev.

En 969, Olga meurt de maladie et est enterrée selon les rites chrétiens. Sur ordre de Vladimir Ier, ses restes sont inhumés ultérieurement dans l'église de la Dîme, qui fut détruite lors de l'invasion mongole de 1240. En 1826, lors de fouilles de l'église, un sarcophage attribué à Olga (en) a été découvert et transféré dans la cathédrale Sainte-Sophie de Kiev, mais cette attribution ne fait pas consensus chez les experts. 
Olga est une sainte chrétienne, canonisée probablement en 1284 par le métropolite Maxime de Kiev, et son titre d'égale-aux-apôtres est attesté lors du concile de 1547 organisé par le métropolite Macaire.
Son culte se répand chez les Bulgares comme chez les Serbes, ainsi qu'en Bohème dès le XIIe siècle.

## Postérité

### Hommages
- L'ordre de la princesse Olga est créé en Ukraine pour récompenser les femmes accomplissant des actions remarquables dans l'éducation, le développement de l'État ou la renaissance spirituelle de la nation[40].
- Une ville d'Extrême-Orient s'appelle Olga depuis l'arrivée des Russes au XIXe siècle (avant cela — Anzhou).

### Olga dans les arts et la culture
- Le ballet Olga est un ballet en deux actes du compositeur Evgueni Stankovitch, sur un livret de Youri Illienko. Le ballet représente la vie d'Olga de Kiev ; il est composé en 1981 pour commémorer le 1500e anniversaire de la ville de Kiev.

#### Traductions de laChronique des temps passés
- Louis Paris, Chronique de Nestor, 1834 (lire en ligne).
- Louis Léger, Chronique dite de Nestor, 1884 (lire en ligne).

#### Baptême d'Olga
- Jean-Pierre Arrignon, « Les relations internationales de la Russie Kiévienne au milieu du Xe siècle et le baptême de la princesse Olga », Actes des congrès de la Société des historiens médiévistes de l'enseignement supérieur public, no 9,‎ 1978, p. 167-184 (lire en ligne, consulté le 6 décembre 2024).
- Jean-Pierre Arrignon, « Les relations diplomatiques entre Byzance et la Russie de 860 à 1043 », Revue des Études Slaves, vol. 55, no 1,‎ 1983, p. 129-137 (lire en ligne, consulté le 7 décembre 2024).
- (en) Dimitri Obolensky, « Russia and Byzantium in the Mid-Tenth Century: The Problem of the Baptism of Princess Olga », The Greek Orthodox Theological Review, vol. 28, no 2,‎ 1983, p. 157-171 (lire en ligne, consulté le 6 décembre 2024).
- (en) Dimitri Obolensky, « The baptism of Princess Olga of Kiev », Byzantina Sorbonensia « Philadelphie et autres études »,‎ 1984, p. 159-176 (ISBN 978-2-85944-079-4, lire en ligne, consulté le 6 décembre 2024).
- (en) Omeljan Pritsak, When and where was Ol'ga baptized?, Harvard Ukrainian Studies, 1987 (ISBN 978-0-940465-01-5, lire en ligne).

#### Pour aller plus loin
- (en) Georgij Vladimirovič Vernadskij, Kievan Russia, Yale Univ. Press, 1973 (ISBN 978-0-300-01647-5 et 978-0-300-01007-7, lire en ligne), p. 36-41.
- (en) Slavic cultures in the Middle Ages, University of California Press, coll. « California Slavic studies », 1993 (ISBN 978-0-520-07945-8 et 978-0-520-31360-6, lire en ligne ).
- (en) Christian Raffensperger et Donald G. Ostrowski, The ruling families of Rus: clan, family and kingdom, Reaktion Books, 2023 (ISBN 978-1-78914-745-2).
- Michel Heller : Histoire de la Russie et de son Empire, 2015, Éd. Tempus Perrin,  (ISBN 978-2262051631).
- (en) Sophia Senyk, A history of the Church in Ukraine, in Orientalia Christiana Analecta, Rome, Pontificio Istituto Orientale, vol. 1 (sur 5 prévus), 1993.